# Okresní soud v Třebíči
Okresní soud v Třebíči je okresní soud se sídlem v Třebíči, jehož odvolacím soudem je Krajský soud v Brně. Rozhoduje jako soud prvního stupně ve všech trestních a civilních věcech, ledaže jde o specializovanou agendu (nejzávažnější trestné činy, insolvenční řízení, spory ve věcech obchodních korporací, hospodářské soutěže, duševního vlastnictví apod.), která je svěřena krajskému soudu.

## Historie

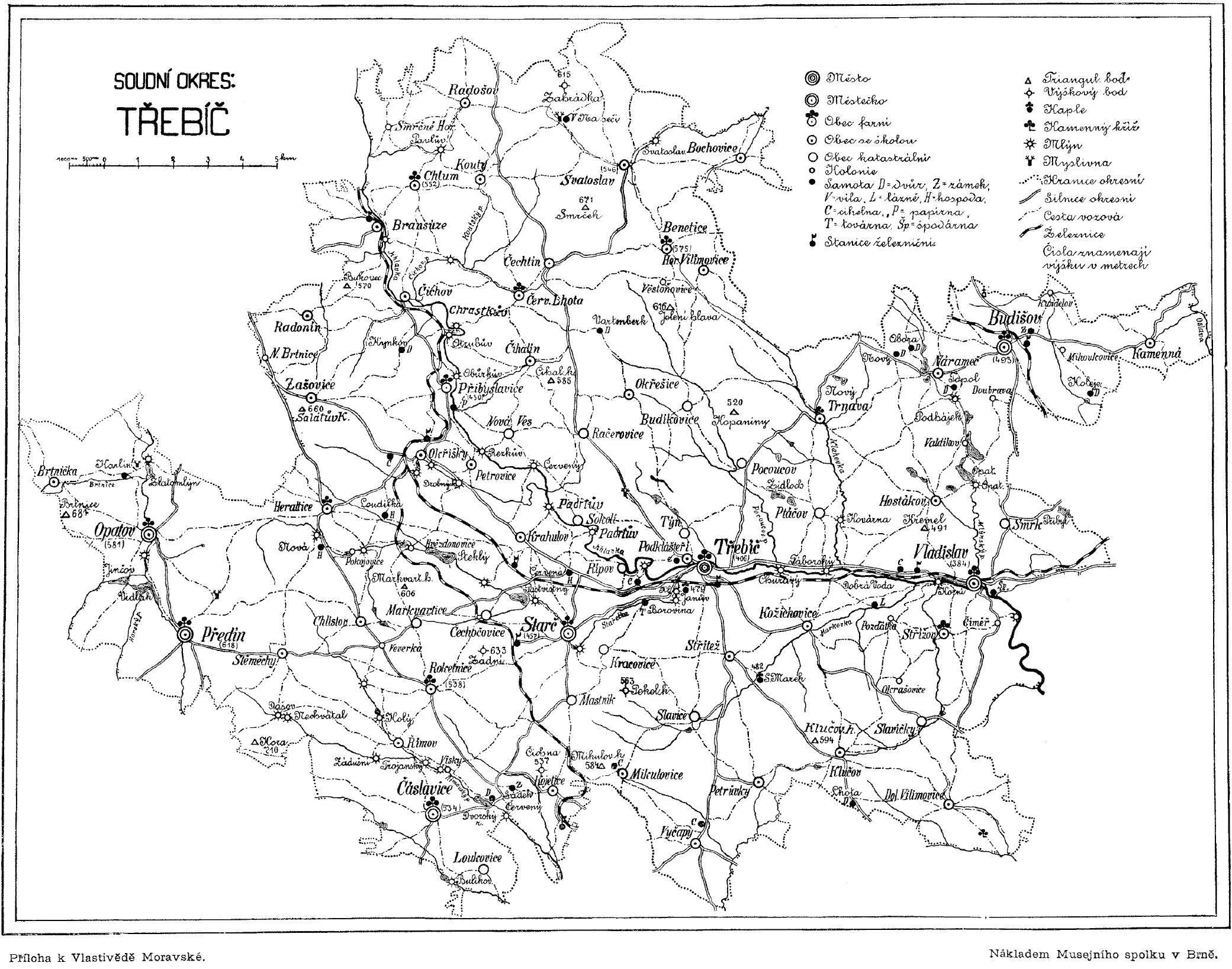
Obvod Okresního soudu v Třebíči k roku 1906

Dřívější politický okres Třebíč byl rozdělen do dvou soudních okresů, byly to soudní okres třebíčský a soudní okres Náměšť nad Oslavou. V samotné Třebíči byl okresní soud zřízen již v roce 1850, do roku 1928 působil v budově nynější městské knihovny v Třebíči na Karlově náměstí. Po první světové válce se hledalo lepší místo pro novou soudní budovu, v roce 1920 byly vyvlastněny pozemky v klášterní zahradě kapucínského kláštera na Jejkově, kapucíni se ovšem o rok později odvolali a toto rozhodnutí bylo zrušeno.
V roce 1927 byla dokončena nynější budova soudu, jež se nachází na Bráfově ulici (dříve ulice Ve stodolách). Architektem budovy byl Jan Žák a stavbu provedla firma Jaroslava Herzána. Na průčelí budovy byl vytvořen nápis Okresní soud a také byl vykreslen státní znak. Do užívání byla budova s věznicí předána v roce 1928. Spolu s okresním soudem v budově sídlily i berní úřady, katastrální úřad, důchodkový kontrolní úřad a úřad cejchovní. Při ulici Sadové byla postavena věznice s vězeňským dvorem, která svému účelu sloužila až do poloviny padesátých let, kdy do jejích prostor byly přesunuty kanceláře. V letech 1940–1945 měl v nynější soudní budově některé své úřadovny i sborový soud první stolice (tj. krajský soud), byl sem přemístěn z Jihlavy – hlavní sídlo měl nicméně v nynější budově Hotelové školy Třebíč na Sirotčí ulici. Mezi lety 1945 a 1948 v této budově sídlil také Mimořádný lidový soud, který rozhodl i o jednom trestu smrti, který byl na tehdejším vězeňském dvoře vykonán.
Od roku 1948 do roku 1977 v budově nynějšího okresního soudu sídlila okresní správa Sboru národní bezpečnosti, okresní prokuratura, státní notářství, advokátní poradna a pobočku zde měla i okresní správa SNB. Po sametové revoluci zde opět sídlí okresní soud, Probační a mediační služba a okresní státní zastupitelství.
V rámci pandemie onemocnění covid-19 v roce 2020 zavedl soud měření teploty všem příchozím.

## Budova soudu
Nynější okresní soud sídlí v budově na Bráfově ulici v Třebíči, kdy tato je obklopena ze severu Máchovými sady, na východě přiléhá k ulici Sadové, k obytným domům a rohové restauraci, na západě sousedí s Nemocnicí Třebíč. Na jihu přiléhá k Bráfově ulici, kdy na druhé straně ulice byl v roce 2015 otevřen nový sdružený terminál hromadné dopravy.
Budova byla dle projektu pražského architekta Jana Žáka vystavěna třebíčským stavitelem Herzánem v roce 1927. Čelo budovy je symetrické a vybíhá z kvádrové podnože, fasády jsou symetrické a jednoduché. Důraz byl kladen na eliminaci zdobných prvků. Hladká plocha fasády je dále členěna římsami, které obíhají budovu po celém půdorysu. Poslední patro je obklopeno kónickou ukončující římsou. Před pasivní plochou středové části budovy vystupuje výrazně kontrastující kamenný rizalit, ten odkazuje na tradici „vysokého řádu“. Zakončen je výrazným kladím, na kterém je označení soudu. Středová část budovy je ve své horní části zakončena trojúhelníkovým štítem a kolmou sedlovou střechou. Ve střední části pod rizalitem jsou na fasádě umístěny výrazné platické pásy, které přiléhají k vstupnímu portálu, který je s podkladem spojen kamenným schodištěm.
Budova soudu byla vytvořena v době vrcholného funkcionalismu, stavbu však nelze nazvat striktně funkcionalistickou, přesahuje i do dalších slohů. Některé prvky odkazují na moderní avantgardu či na historizující tradicionalizující stavitelství. Budova slouží od své stavby ve stejné podobě bez výrazných přestaveb a jsou zachovány i její dispozice.
Budova prozatím není prohlášena za kulturní památku, nachází se však na území ochranného pásma městské památkové zóny Třebíč. Budova doposud byla rekonstruována velmi pečlivě a bez vyšších zásahů do prostoru stavby.

## Soudní obvod
Obvod Okresního soudu v Třebíči se zcela neshoduje s okresem Třebíč, patří do něj území všech těchto obcí:
Babice •
Bačice •
Bačkovice •
Benetice •
Biskupice-Pulkov •
Blatnice •
Bohušice •
Bochovice •
Bransouze •
Brtnička •
Březník •
Budišov •
Budkov •
Cidlina •
Čáslavice •
Častohostice •
Čechočovice •
Čechtín •
Červená Lhota •
Číhalín •
Číchov •
Čikov •
Číměř •
Dalešice •
Dědice •
Dešov •
Dolní Lažany •
Dolní Vilémovice •
Domamil •
Dukovany •
Hartvíkovice •
Heraltice •
Hluboké •
Hodov •
Horní Heřmanice •
Horní Smrčné •
Horní Újezd •
Horní Vilémovice •
Hornice •
Hrotovice •
Hroznatín •
Hrutov •
Hvězdoňovice •
Chlístov •
Chlum •
Chotěbudice •
Jakubov u Moravských Budějovic •
Jaroměřice nad Rokytnou •
Jasenice •
Jemnice •
Jinošov •
Jiratice •
Kamenná •
Kdousov •
Kladeruby nad Oslavou •
Klučov •
Kněžice •
Kojatice •
Kojatín •
Kojetice •
Komárovice •
Koněšín •
Kostníky •
Kouty •
Kozlany •
Kožichovice •
Krahulov •
Kralice nad Oslavou •
Kramolín •
Krhov •
Krokočín •
Kuroslepy •
Láz •
Lesná •
Lesní Jakubov •
Lesonice •
Lesůňky •
Lhánice •
Lhotice •
Lipník •
Litohoř •
Litovany •
Lomy •
Loukovice •
Lovčovice •
Lukov •
Markvartice •
Martínkov •
Mastník •
Menhartice •
Meziříčko •
Mikulovice •
Mladoňovice •
Mohelno •
Moravské Budějovice •
Myslibořice •
Naloučany •
Náměšť nad Oslavou •
Nárameč •
Nimpšov •
Nová Ves •
Nové Syrovice •
Nový Telečkov •
Ocmanice •
Odunec •
Okarec •
Okřešice •
Okříšky •
Opatov •
Oponešice •
Oslavička •
Ostašov •
Pálovice •
Petrovice •
Petrůvky •
Pokojovice •
Police •
Popůvky •
Pozďatín •
Přeckov •
Předín •
Přešovice •
Přibyslavice •
Příštpo •
Pucov •
Pyšel •
Rácovice •
Račice •
Radkovice u Budče •
Radkovice u Hrotovic •
Radonín •
Radošov •
Radotice •
Rapotice •
Rohy •
Rokytnice nad Rokytnou •
Rouchovany •
Rudíkov •
Římov •
Sedlec •
Senorady •
Slavětice •
Slavičky •
Slavíkovice •
Smrk •
Stařeč •
Stropešín •
Střítež •
Studenec •
Studnice •
Sudice •
Svatoslav •
Šebkovice •
Štěměchy •
Štěpkov •
Tasov •
Trnava •
Třebelovice •
Třebenice •
Třebíč •
Třesov •
Valdíkov •
Valeč •
Vícenice •
Vícenice u Náměště nad Oslavou •
Vladislav •
Vlčatín •
Výčapy •
Zahrádka •
Zárubice •
Zašovice •
Zvěrkovice •
Želetava